# Western Digital

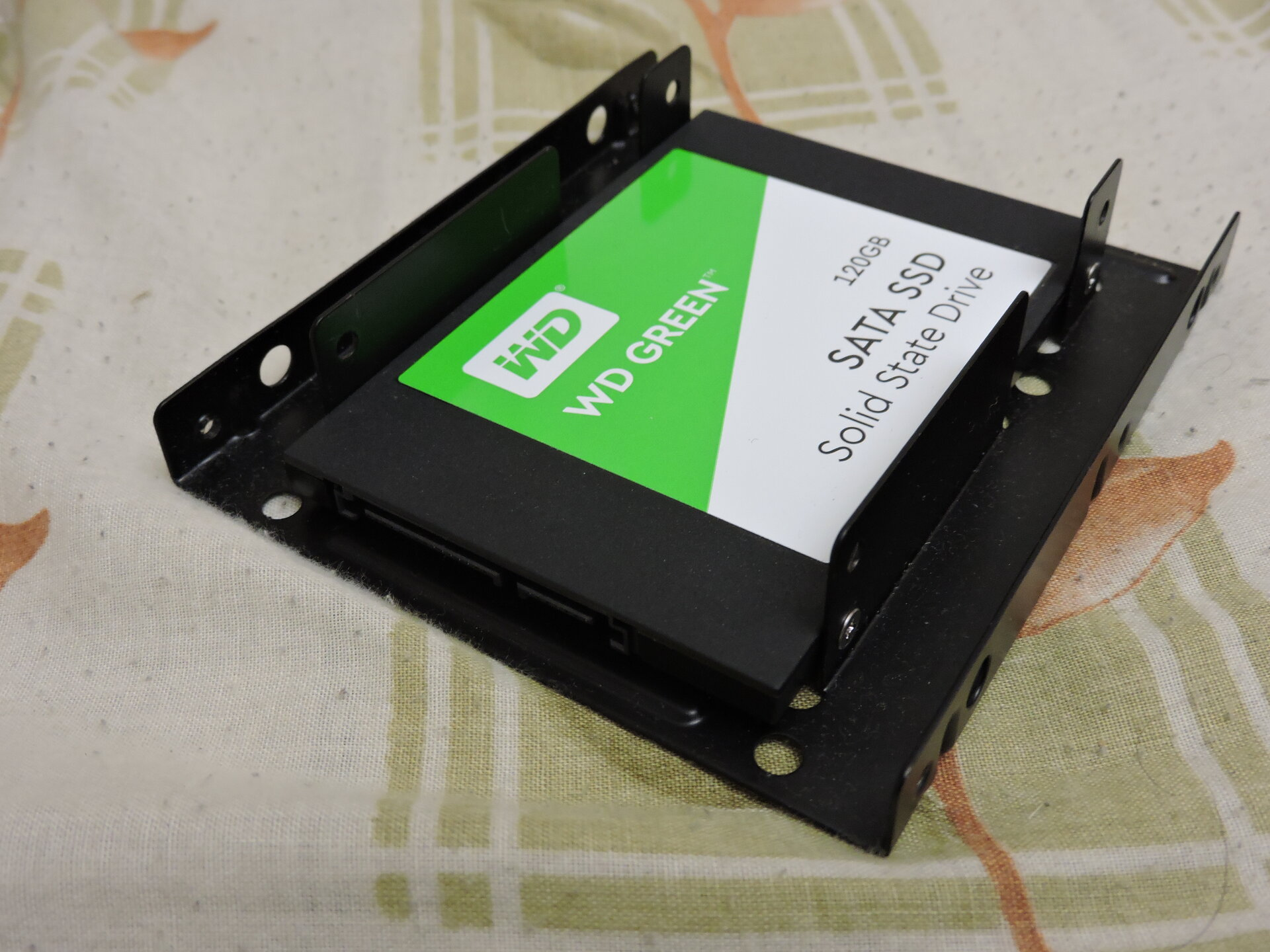
SSD Western Digital Green 120 Gb

Western Digital Corporation (NASDAQ: WDC, по-русски «Вестерн Диджитал») — компания, производитель компьютерной электроники. Наиболее известна производством внутренних и внешних жёстких дисков, сетевых накопителей, твердотельных накопителей.
Была основана в 1970 году, разрабатывать и производить накопители на жёстких дисках начала с 1988 года. Штаб-квартира находится в городе Ирвайн (Калифорния, США), а в различных подразделениях корпорации по всему миру работает около 50 000 человек. Производственные мощности Western Digital расположены в Малайзии и Таиланде, проектно-конструкторские центры — в Южной и Северной Калифорнии, а подразделения сбыта — во множестве стран мира. Выпускаемые компанией средства хранения данных поставляются производителям компьютерных систем, а также ряду реселлеров и розничных торговых организаций под фирменными марками Western Digital и WD.

## История

### Ключевые инновации
В Western Digital было разработано несколько передовых на момент появления технологий. Среди них:
- 2015 — начались поставки первых в индустрии жёстких дисков объёмом 10 Тбайт. Созданы в HGST[6]
- 2016 — представлены жёсткие диски WD ёмкостью 8 Тбайт на базе гелиевой технологии HelioSeal[7]
- 2016 — WD выпустила жёсткий диск PiDrive ёмкостью 314 Гбайт[8] для Raspberry Pi
- 2018 — Компания полностью отказалась от использования бренда HGST[9].
- 2023 — представлен самый быстрый HDD в мире ёмкостью 20 Тбайт и скоростью 582 Мбайт/с, достигнутой за счёт использования двух независимых блоков головок[10][11].

### Слияния, поглощения и приобретения
В 2010 году компания вышла на 1 место в отрасли, опередив Seagate, и на 2011 год являлась крупнейшим производителем жёстких дисков в мире.
В марте 2011 года Western Digital достигла соглашения с Hitachi о покупке подразделения Hitachi Global Storage Technologies, ранее купленное Hitachi у компании IBM, которая купила его у Compaq, которой оно досталось при поглощении DEC. О завершении оформления сделки было объявлено в феврале 2012 года.
В 2016 году WD приобрела SanDisk, на базе которого появились новые линейки твердотельных накопителей — Green, Blue, Black. Через 2 года, в 2018 году, коммерческие и корпоративные решения SanDisk стали выпускаться под брендом Western Digital.

## Классификация моделей внутренних жёстких дисков и твердотельных накопителей
Модельный ряд внутренних жёстких дисков производства Western Digital классифицирован по основному предназначению в использовании, и в качестве названий линейкам моделей присвоены различные цвета — Blue (синий), Green (зелёный), Black (чёрный), Red (красный), Purple (сиреневый), Gold (золотой). Оформление этикетки на корпусе исполнено также в соответствующем цвете.
Существующие (на 2018 год) линейки моделей и их предназначение:
- Blue — основные модели универсального назначения, низшей ценовой категории, подходящие для офисного сегмента использования; среди твердотельных накопителей — накопители SATA III в форм-факторах 2.5 и M.2, с максимально возможными показателями SATA III.
- Green — данные модели позиционируются как «экологические», в связи с чем ориентированы на обеспечение таких характеристик, как пониженное энергопотребление, пониженные уровни шума и вибрации. Обеспечение данных качеств, как следствие, могут влиять на скорость работы, снижая общую производительность; среди твердотельных накопителей — накопители бюджетного сегмента SATA III в форм-факторах 2.5 и M.2 с характеристиками ниже, чем максимально возможные показатели SATA III.
- Black — модели предназначены для повышенных нагрузок, применимы для установки операционной системы, ресурсоёмких игр и программ; среди твердотельных накопителей — высокопроизводительные накопители M.2 PCI-E, которые рассчитаны на самые требовательные операции.
- Red — данная линейка моделей ориентирована на круглосуточную работу, например, в сетевых устройствах, в производстве данных моделей уделено большее внимание защите от перегрева, повреждений, более низкому энергопотреблению;
- Purple — специализированные модели, предназначенные для использования в системах видеонаблюдения, имеющие встроенные программные средства для обработки видео, защиты от потерь данных видеопотока, а также имеющие конструктивные особенности, способствующие большей виброустойчивости;
- Gold — рассчитаны на рабочие нагрузки, в десять раз превышающие показатели дисков для настольных ПК, с показателем наработки на отказ сроком до 2,5 млн часов.

## Расширенная поддержка пользователей по гарантии
Western Digital — первый производитель жёстких дисков, предоставивший в России сервис гарантийной замены неисправного изделия (второй — Seagate). Это означает, что если покупателю отказали в магазине в замене или у него кончилась гарантия, но действует расширенная гарантия WD, то можно бесплатно обменять неисправный HDD на точно такой же или лучший, если в наличии нет такого же.
Однако зарубежные номера телефонов для бесплатного (как пишут СМИ) контакта российского пользователя с техподдержкой Western Digital, предоставлявшиеся в 2018 году на сайте Архивная копия от 28 апреля 2018 на Wayback Machine, оказались недействующими по состоянию на начало 2018 года, хотя в прежние годы русскоязычное представительство отвечало на звонки и по российским телефонам.

## Критика
В сентябре 2018 года стало известно о критической уязвимости в продуктах My Cloud (персональное облачное хранилище), позволяющей получить удаленный доступ к файлам пользователей. Отмечается, что ещё в 2017 году компании неоднократно указывали на данную уязвимость, но она не реагировала больше года и только после резонанса в СМИ, вызванного оглашением уязвимости на хакерской конференции DEFCON, был выпущен соответствующий патч.
В апреле 2020 года Western Digital скрытно заменял современные технологии записи (CMR и PMR) в ряде «младших» моделей жестких дисков серии Red на более медленную и дешёвую SMR), в связи с чем диски «тормозили» и отказывались работать в RAID-массивах. В Western Digital подтвердили использование технологии SMR в жестких дисков серии Red ёмкостью 2–6 Тбайт, но отказались признавать наличие проблем с RAID-массивами. Тем не менее, юристы адвокатской конторы Hattis Law из Белвью (Вашингтон) начали расследование по данному факту с целью подачи коллективного иска против Western Digital. Позже Western Digital начала выплачивать компенсации (от $4 до $7 за диск, в зависимости от ёмкости) участникам коллективного иска.
В июне 2023 года, издание Ars Technica, выявило очередное использование WD сомнительного метода повышения продаж своих жёстких дисков. Так, выяснилось что владельцы сетевых хранилищ Synology, использующие жёсткие диски WD с технологией WDDA (наблюдает за состоянием диска и дает рекомендации по решению проблем), начали получать предупреждения о желательной замене диска, при том что сами накопители полностью исправны и не подают признаков выхода из строя. Как оказалось, предупреждение о замене выдают жёсткие диски, суммарное время работы которых достигло 3 лет.